# Programari del sistema de Wii U
Programari del sistema de Wii U és un conjunt de versions de firmware i programari actualitzables frontend (inclòs el sistema operatiu) a la consola de videojocs Wii U. Actualitzacions, que es descarreguen a través de connexió a Internet del sistema permeten Nintendo afegir i treure característiques i programari. Manté les característiques del sistema i les aplicacions de Wii, oferint actualitzacions de programari del sistema a través d'Internet. Les actualitzacions són opcionals per a cada propietari de la consola, però pot ser necessari per a mantenir la interoperabilitat amb els serveis en línia de Nintendo. Cada actualització és acumulativa, incloent tots els canvis de les actualitzacions anteriors, exceptuant que s'hagi efectuat anteriorment.
L'entorn integrat de desenvolupament oficial del sistema operatiu, plurinominal i publicat per incrustat proveïdor d'enginyeria de programari Green Hills Programari està dissenyat per al seu ús per part de Nintendo i els seus desenvolupadors amb llicència en la programació de la Wii U. Detalls de l'arquitectura interna del sistema operatiu no han estat oficialment publicats.

## Menú de Wii U
El Wii U Menu és el menú del sistema principal de Wii U, que actua com un organitzador i llançador d'aplicacions. És una shell gràfic similar a "Menú Wii" de la Wii i el Menú HOME de Nintendo 3DS. Això permet que el programari de llançament emmagatzemada en Wii U Optical Discs, les aplicacions instal·lades en la memòria interna o un dispositiu d'emmagatzematge extern, o títols a través del Wii Mode del sistema Wii. El WaraWara Plaza es visualitza a la pantalla del televisor, mentre que la pantalla de Wii U GamePad mostra les icones de les aplicacions disponibles per al seu llançament; funcions de visualització de les dues pantalles "es poden intercanviar amb la pulsació d'un botó. Igual que els discs originals de Wii també es pot intercanviar en calent, mentre que en el menú. El menú de Wii U també es pot utilitzar per llançar aplicacions totalment més enllà dels jocs: la xarxa social Miiverse que s'integra amb tots els jocs i aplicacions; el navegador d'Internet per a la World Wide Web; veure pel·lícules en Nintendo TVii (discontinuat) i descarregar programari i continguts a través de la Nintendo eShop; i rebre notificacions oficials de Nintendo. Els paràmetres del sistema, control parental i el registre de l'activitat també es pot iniciar a través del menú.
Des de l'actualització 5.2.0, és possible afegir-hi carpetes.

### WaraWara Plaza
El menú de Wii U s'integra directament amb Miiverse i Nintendo Network. Quan s'encén el Wii U a la pantalla del televisor mostrarà el WaraWaraPlaza. En quin estat i els comentaris dels usuaris es mostren en Miiverse. Cada usuari és representat pels seus respectius Mii i s'associa sovint amb la comunitat Miiverse. Els usuaris poden guardar qualsevol Mii de la plaza a la seva biblioteca personal a l'Editor de Mii, Yeah! en el seu missatge, escriure un comentari i enviar una sol·licitud d'amistat.

### Menú HOME
El Menú Home (estilitzat Menú HOME) es pot accedir durant qualsevol joc o aplicació quan l'usuari premi el botó d'Inici en el Wii U GamePad, Wii U Pro Controller o Wii Remote. El menú Home permet a l'usuari llançar els certes aplicacions multitasca, com Miiverse, Nintendo eShop, Internet Browser, Nintendo TVii i Friend List mentre el joc està en marxa. També mostra diversa informació com la data i l'hora, l'estat del senyal sense fils, el controlador de la bateria i la configuració del controlador. A més les descàrregues actuals poden ser manejats en el Download Manager, que descarrega i instal·la jocs i aplicacions i les seves respectives actualitzacions, així com la descàrrega de les actualitzacions del sistema en el fons.

### Programari pre-instal·lat

#### Nintendo eShop
La Nintendo eShop és el servei de distribució digital en línia de Nintendo, que serveix tant per a la Wii U com per a la videoconsola portàtil Nintendo 3DS. La eShop ofereix jocs descarregables de programari de Wii U (tant físicament com digital), jocs de la consola virtual, versions de prova (demos), i diverses aplicacions. També permet als usuaris comprar contingut descarregable (DLC) i automàticament descarrega els pegats per als jocs físics i descarregables. Tot el contingut obtingut de la Nintendo eShop està unit a un Nintendo Network ID, però només es pot utilitzar en un sistema. La Wii U permet la descàrrega de fons a través de SpotPass,ja sigui durant la reproducció d'un joc o aplicació, o en mode de suspensió. Fins a deu descàrregues poden posar en cua a la vegada i el seu estat es pot comprovar en l'aplicació Download Manager.
A diferència de passades botigues digitals de Nintendo, com el Canal Botiga Wii i la Botiga Nintendo DSi que utilitza Nintendo Points com la seva moneda, la Nintendo eShop utilitza la moneda local de l'usuari mitjançant un sistema de moneder digital mitjançant el qual s'afegeixen fons des de i carregaran en la cartera. L'usuari pot afegir diners a la seva cartera en un nombre de maneres, ja sigui per targeta de crèdit o dèbit o mitjançant la compra de targetes Nintendo eShop. També és possible comprar codis de descàrrega de minoristes selectes i després canviar al de l'eShop. El 22 de juliol de 2014, la japonesa Nintendo eShop es va actualitzar per admetre targetes postals digitals per afegir fons del moneder digital del compte d'usuari a través de comunicació de camp proper (NFC) al Wii U GamePad. Aquestes targetes es encaixen amb xips CI i en general s'utilitzen per comprar bitllets de tren o d'autobusos, així com fer compres en botigues de conveniència.
La Nintendo eShop dona suport a revisions de programari de l'usuari. Els usuaris poden afegir un comentari amb "estrelles" que van d'un a cinc, en representació de la seva qualitat en un ordre creixent. També és possible classificar el programari en si és adequat per a Hardcore o per a jugadors més casuals.Crítiques només poden ser presentades després del programari en la revisió s'ha utilitzat durant almenys una hora. En el futur, serà possible adjuntar missatges Miiverse a cada anàlisi.

#### Miiverse
Miiverse (acrònim de "Mii" i "universe") és un servei de xarxa social integrat, que permet als jugadors interactuar i compartir les seves experiències a través dels seus propis personatges Mii. Miiverse permet als usuaris compartir la perfecció d'èxits, captures de pantalla del joc notes amb altres usuaris dels comentaris escrits a mà. Els jocs estan integrats amb Miiverse, on també poden produir interaccions socials dins del joc. Miiverse és moderat a través de filtrat de programari, així com un equip de recursos humans per tal de garantir que el contingut compartit pels usuaris és adequat i que no hi ha spoilers són compartits. Per tal de facilitar això, es va dir que els comentaris publicats poden trigar fins a 30 minuts a aparèixer en Miiverse.
El 25 d'abril de 2013, Miiverse va estar disponible en els navegadors d'Internet habilitat per a telèfons intel·ligents, tauletes i dispositius de PC. Més tard es va fer disponible per a la Nintendo 3DS al desembre de 2013. Nintendo també estan planejant llançar una aplicació Miiverse especialitzada per a dispositius smartphone i tablet en el futur. Miiverse va tancar el dia 8 de novembre de 2017; des d'aquest dia la pàgina oficial de Miiverse Arxivat 2014-03-11 a Wayback Machine. va mostrar un cartell de comiat amb una imatge, que si l'amplia, es veuran les publicacions més populars de la plataforma. (Imatge en resolució màxima Arxivat 2019-02-15 a Wayback Machine.)

#### Navegador d'Internet
Internet Browser permet als usuaris navegar per la web al Wii U GamePad i/o a la pantalla de televisió. Funciona com una aplicació multitasca a la Wii U, pel que pot ser utilitzat mentre que un altre joc o aplicació se suspèn en el fons. El navegador es controla principalment mitjançant la pantalla tàctil del Wii U GamePad,o amb l'estic analògic per desplaçar-se a través de pàgines web i el D-pad per desplaçar-se a través d'enllaços de la pàgina, de manera similar a la utilització d'un teclat. Pot reproduir vídeo i àudio HTML5 en llocs web com YouTube i diversos altres mitjans de comunicació social. L'usuari pot optar per amagar l'opinió del navegador a la pantalla del televisor de la vida privada, que conté efectes de presentació, com ara l'obertura de cortines de l'escenari.

#### Serveis de vídeo

##### Nintendo TVii
Nintendo TVii és un servei gratuït de televisió basada que permet als usuaris trobar programes en Netflix, Hulu Plus, Amazon Instant Video, i en la seva xarxa de cable. Nintendo TVii també permet als usuaris controlar el seu DVR TiVo a través de la Wii U. Posteriorment, els usuaris poden seleccionar la font del programa que volen veure i veure al seu televisor o al Wii U GamePad. Per defecte, la pantalla del GamePad mostra informació sobre el programa que es veu actualment. Aquesta informació inclou els comentaris, imatges, llistes de repartiment, remolcs,i altra informació general sobre el programa proporcionada per Viquipèdia, IMDb, Rotten Tomatoes, així com altres serveis de fonts individuals. Nintendo TVii també té una secció d'esports dedicat on l'usuari pot veure les posicions dels jugadors i els aspectes més destacats del partit al dia en temps real.
Cada usuari té els seus propis paràmetres personalitzats en Nintendo TVii, com ara les seves preferències, els programes favorits i els equips esportius, Mii personal i la integració de comptes de xarxa social. Els usuaris poden interactuar amb els seus amics i la comunitat compartint i comentant sobre les reaccions a viure moments al programa actual, a les xarxes socials com Miiverse, Facebook i Twitter, a través del GamePad mentre veuen el seu programa a la pantalla de televisió.
El servei només està disponible en determinades regions. Nintendo TVii es va posar a disposició amb el llançament de la Wii U al Japó el 8 de desembre de 2012. Va ser llançat a Amèrica del Nord el 20 de desembre de 2012 i va ser programat per a ser llançat a Europa en algun moment de 2013, però mai es va complir. Nintendo Regne Unit havia emès ja una disculpa i va declarar esperar més anuncis en el "futur proper".

##### Altres serveis de vídeo
Nintendo també està treballant amb YouTube, LoveFilm (Regne Unit i Irlanda només), Nico Nico Douga i YNN! (Només Japó) per streaming de pel·lícules i continguts de televisió a la Wii U. Nintendo havia retardat inicialment l'estrenes d'algunes capacitats dels mitjans de comunicació per a la Wii U, ja que va endarrerir la seva infraestructura en línia. Després, una actualització de firmware va estrenar l'aplicació de Netflix. Llavors, l'accés a la Hulu Plus, Amazon Instant Video i YouTube es van convertir gradualment en actives més endavant en la setmana de llançament.

#### Wii U Chat
Wii U Chat és una solució de xat de vídeo en línia de Nintendo, impulsat per Nintendo Network. El servei permet als usuaris utilitzar la càmera frontal del Wii U GamePad per vídeo xat amb amics registrats. Només el Wii U GamePad és essencialment necessari, ja que és el que té la càmera, i l'aplicació és compatible amb Off-TV Play. Els usuaris poden fer dibuixos al GamePad, a la part superior de la pantalla de xat de vídeo. Si hi ha un joc o una altra aplicació ja s'està executant, anell del botó HOME del GamePad canviarà indicant que hi ha una trucada entrant.

#### Wii Street U
Wii Street U powered by Google és una aplicació integrada en un mapa desenvolupat per Nintendo i Google per a la Wii U, llançada a tot el món el 14 de febrer de 2013. Durant un Nintendo Direct, president de Nintendo, Satoru Iwata, va revelar que Google Maps s'integrarà amb la funció Wii U Panorama View. El jugador pot triar qualsevol col·locar de tot el món a la vista, utilitzar la funció de vista del carrer i es pot utilitzar el Wii U GamePad. Aquesta aplicació estava disponible en la eShop de Wii U de franc fins al 31 d'octubre de 2013.

#### Wii Karaoke U
Wii Karaoke U by Joysound és una aplicació incorporada de karaoke desenvolupada per Nintendo i Joysound per a la Wii U. Llicencia la biblioteca de cançons en línia Joysound del servei de proveïdor de karaoke japonès Xing. El joc es pot utilitzar tant en el micròfon del Wii U GamePad i qualsevol micròfon universal USB connectat a la consola Wii U.
El joc requereix una connexió a Internet perquè els jugadors puguin accedir a noves cançons per descarregar. Amb la compra d'entrades per a les cançons de la Nintendo eShop, els jugadors lloguen les cançons que volen cantar per un període limitat (entre 24 hores i fins a 90 dies) de la biblioteca de la cançó de Joysound. Així com l'elecció d'un escenari per interpretar, els jugadors són capaços de seleccionar els seus propis personatges Mii per representar-se a si mateixos. Els jugadors també són capaços d'ajustar les opcions, com ara eco, clau i la velocitat de la cançó, i altres jugadors poden usar els seus Wii Remotes per acompanyar la cantant tocant instruments com platerets i maraques. El joc inclou un mode d'ensenyament que capacita i concursos jugadors sobre el to i el ritme.
Va ser llançat com una aplicació gratuïta, titulat Wii Karaoke U by Joysound, en la Nintendo eShop a Europa, el 4 d'octubre de 2013.

#### Altres
- Health & Safety Information
- User Accounts
- Wii U optical disc launcher
- Activity Log
- Parental Controls
- System Settings

#### Aplicacions multitasca
A més d'executar un joc o aplicació principal, la Wii U és capaç d'obrir de forma simultània aplicacions de sistemes selectes. Una vegada que l'aplicació principal s'ha posat en marxa des del menú de Wii U, l'usuari pot prémer el botó d'inici per suspendre temporalment l'aplicació que. Una de les aplicacions següents poden després ser llançades, i, possiblement, pot interoperar amb l'aplicació principal, com captures de pantalla i puntuacions dels jocs. Aquestes aplicacions són Miiverse, Nintendo eShop, Internet Browser, Nintendo TVii, Friend List i Download Manager.

### Wii Mode
El Wii Mode de la Wii U és un sistema de Wii totalment virtualitzat, amb totes les limitacions i privilegis d'aquests. Quan s'insereix el disc de joc de Wii a la Wii U, en què una icona apareix al menú de Wii U. D'altra banda, la Wii U pot ser encès mentre manté premut el botó B. Qualsevol mètode de rellançar efectivament la Wii U perquè esdevingui sistema completament virtual de Wii no es fa fins que es rellança en mode Wii U. El nadiu amb el sistema de Wii, el mode de memòria d'emmagatzematge intern de la Wii està limitat a 512 MB, i el menú de la targeta SD es pot utilitzar la targeta de fins a 32 GB de grandària.
Hi ha algunes petites diferències entre la Wii de la Wii U i sistema natiu del Mode Wii. La configuració de gestió de dades són accessibles, però la configuració del sistema de Wii no ho són. El Canal Botiga Wii és totalment disponible per a la compra de programari de Wii; No obstant això, no es poden usar les aplicacions Netflix, Hulu Plus i YouTube. El sistema ha de ser rellançat en el Wii U Mode, per tal d'utilitzar les versions natives d'aquestes aplicacions.

## Actualitzacions del sistema
Les actualitzacions del "Wii U OS" estan ordenades de noves o en desenvolupament a més antigues.

### Versió 5
- Versió del menú: 5.5.6 (Disponible a partir del 29 d'agost de 2022 només a l'Amèrica del Nord)
  - S'han realitzat millores addicionals a l'estabilitat general del sistema i altres ajustos menors per millorar l'experiència de l'usuari.
- Versió del menú: 5.5.5 (Disponible a partir de l'1 de març de 2021)
  - S'han realitzat millores addicionals a l'estabilitat general del sistema i altres ajustos menors per millorar l'experiència de l'usuari.
- Versió del menú: 5.5.4 (Disponible a partir del 25 de juny de 2019)
  - S'han realitzat millores addicionals a l'estabilitat general del sistema i altres ajustos menors per millorar l'experiència de l'usuari.

- Versió del menú: 5.5.3 (Disponible a partir del 13 de gener de 2016)
  - S'han realitzat millores addicionals a l'estabilitat general del sistema i altres ajustos menors per millorar l'experiència de l'usuari.
  - A la versió americana s'ha canviat una imatge que mostrava el menú amb el logo de Nintendo TVii, el qual a la nova imatge s'ha eliminat

- Versió del menú: 5.5.2 (Disponible a partir del 17 de juliol de 2017)
  - S'han realitzat millores addicionals a l'estabilitat general del sistema i altres ajustos menors per millorar l'experiència de l'usuari.
  - Tapa el principal exploit del navegador.

- Versió del menú: 5.5.1 (Disponible a partir del 13 de gener de 2016)
  - S'han realitzat millores addicionals a l'estabilitat general del sistema i altres ajustos menors per millorar l'experiència de l'usuari.
  - Tapa alguns exploits al navegador.
- Versió del menú: 5.5.0 (Disponible a partir del 18 d'agost de 2015)
  - Elimina la icona de Nintendo TVii a les consoles americanes i japoneses.
  - S'han realitzat millores addicionals a l'estabilitat general del sistema i altres ajustos menors per millorar l'experiència de l'usuari.
- Versió del menú: 5.4.0 (Disponible a partir del 9 de juny de 2015)
  - Elimina la icona de Nintendo TVii a les consoles europees.
  - Redirecciona a una pàgina de cercador personalitzat de Google si l'usuari té aquest cercador per defecte al Navegador.
  - La versió de WebKit del Navegador ha estat actualitzat.
  - Nintendo of Japan va dir que alguns usuaris rebien un codi d'error 108-0065 intentant actualitzar les seves consoles, incidència que sembla que ja han resolt.[21]
  - S'han realitzat millores addicionals a l'estabilitat general del sistema i altres ajustos menors per millorar l'experiència de l'usuari.
- Versió del menú: 5.3.2 (Disponible a partir del 5 de desembre de 2014)
  - S'han realitzat millores addicionals a l'estabilitat general del sistema i altres ajustos menors per millorar l'experiència de l'usuari.
- Versió del menú: 5.3.1 (Disponible a partir del 2 de desembre de 2014)
  - Repara l'error 104-1852, que apareix quan certs usuaris de Mario Kart 8 proven de penjar els seus vídeos a YouTube mitjançant Mario Kart TV.
  - S'han realitzat millores addicionals a l'estabilitat general del sistema i altres ajustos menors per millorar l'experiència de l'usuari.
- Versió del menú: 5.3.0 (Disponible a partir de l'11 de novembre de 2014)
  - El seu canvi principal és la nova funció a la configuració del sistema anomenada "amiibo Settings", on s'hi pot registrar un i ficar-li un sobrenom (Register Owner and Nickname), eliminar les dades d'aquell (Erase amiibo Game Data) i formatar-lo (Reset amiibo).[22]
  - S'han realitzat millores addicionals a l'estabilitat general del sistema i altres ajustos menors per millorar l'experiència de l'usuari.
- Versió del menú: 5.2.0 (Disponible a partir del 29 de setembre de 2014)
  - Ara és possible crear carpetes per organitzar les aplicacions (com passa actualment amb la 3DS).
  - S'afegeix una icona del Gestor de descàrregues en el menú principal.
  - El menú d'inici ràpid (Quick Start Menu) apareixerà quan la Wii U s'encengui a través de l'opció TV Remote del Wii U GamePad.
  - S'ha afegit una opció en la configuració de l'energia per amagar certes aplicacions del menú d'inici ràpid.
  - Es canvia el disseny del menú HOME que s'activa suspenent un programa.
  - Ja no es poden usar caràcters com la O o la I o la Z per entrar un codi de descàrrega ni una targeta de prepagament per a la eShop.
  - S'han realitzat millores addicionals a l'estabilitat general del sistema i altres ajustos menors per millorar l'experiència de l'usuari.
- Versió del menú: 5.1.2 (Disponible a partir del 19 d'agost de 2014)
  - S'han realitzat millores addicionals a l'estabilitat general del sistema i altres ajustos menors per millorar l'experiència de l'usuari.
- Versió del menú: 5.1.1 (Disponible a partir del 4 d'agost de 2014)
  - S'han realitzat millores addicionals a l'estabilitat general del sistema i altres ajustos menors per millorar l'experiència de l'usuari.
- Versió del menú: 5.1.0 (Disponible a partir del 21 de juliol de 2014)
  - Els usuaris poden transferir (moure) tot el programari i les dades d'una Wii U a una altra. Una opció "Transfer System" s'ha afegit a la configuració del sistema. En la transferència es mostra una animació d'uns robots.[23]
  - Els usuaris poden navegar per la Nintendo eShop utilitzant un comandament de Wii, Wii U Pro Controller o Classic Controller.
  - Els usuaris poden afegir diners electrònics a la Nintendo eShop per l'ús de targetes de pagament amb suport NFC de Suica, Pasmo, Sugoca, etc., al Japó.
  - S'han realitzat millores addicionals a l'estabilitat general del sistema i altres ajustos menors per millorar l'experiència de l'usuari.
- Versió del menú: 5.0.0 (Disponible a partir del 2 de juny de 2014)
  - Apareix la pantalla d'inici ràpid quan la consola Wii U s'encén des del Wii U GamePad. Mostra programari utilitzat recentment o instal·lat que es pot iniciar immediatament, sense abans carregar el menú de Wii U. L'inici ràpid és ideal per a usuaris que volen començar a jugar immediatament.
  - Amb aquest servei vostè pot rebre notificacions ocasionals de Nintendo sobre els jocs seleccionats i productes, promocions especials i molt més. Si es rep una notificació mentre la consola està apagada, el Wii U GamePad farà un so, així com mostrar la notificació a la pantalla per un temps curt. També és possible veure les notificacions a la pantalla d'inici ràpid. La configuració d'aquestes notificacions es poden canviar a Configuració d'energia a Configuració del sistema, incloent la possibilitat de definir les hores en què les notificacions es mostraran automàticament.
  - Les actualitzacions del sistema, a més de la descàrrega de forma automàtica, ara també s'instal·len automàticament mentre que la consola Wii U s'apaga.
  - Quan els usuaris seleccionen el seu usuari Mii des del Wii U Menu, la pantalla Configuració d'usuari mostra ara. El disseny i el disseny de la pantalla de configuració d'usuaris s'ha actualitzat, incloent la capacitat de canviar l'usuari actiu de la pantalla Configuració d'usuari.
  - Una opció per la configuració de la pantalla d'inici ràpid s'ha afegit als ajustos d'apagada. La configuració de les notificacions en el Wii U GamePad es poden canviar aquí també.
  - Una icona per iniciar l'aplicació de notificacions (diferent de les notificacions en el Wii U GamePad) s'ha afegit al menú HOME.
  - S'han realitzat millores addicionals a l'estabilitat general del sistema i altres ajustos menors per millorar l'experiència de l'usuari.

### Versió 4
- Versió del menú: 4.1.0 (Disponible a partir del 31 de març de 2014)
  - S'han realitzat millores addicionals a l'estabilitat general del sistema i altres ajustos menors per millorar l'experiència de l'usuari.
- Versió del menú: 4.0.3 (Disponible a partir del 24 de febrer de 2014)
  - S'han realitzat millores addicionals a l'estabilitat general del sistema i altres ajustos menors per millorar l'experiència de l'usuari.
- Versió del menú: 4.0.2 (Disponible a partir del 18 de novembre de 2013)
  - S'han realitzat millores addicionals a l'estabilitat general del sistema i altres ajustos menors per millorar l'experiència de l'usuari.
- Versió del menú: 4.0.0 (Disponible a partir del 30 de setembre de 2013)
  - La consola Wii U serà ara capaç de rebre automàticament el programari i demostracions recomanades de Nintendo a través de SpotPass, en el fons. La funció es pot desactivar a la secció Internet a Configuració del sistema.
  - Seleccionar les aplicacions ara poden usar un teclat USB a situacions en què apareix un teclat de programari.
  - Els usuaris poden restringir el Nintendo Network ID per accedir a altres dispositius com ara ordinadors o telèfons intel·ligents.
  - A Wii U Chat, ara els usuaris poden veure els perfils d'amics en Miiverse en realitzar o rebre una trucada.
  - Els usuaris ara poden xatejar a Wii U Chat usant un auricular connectat al Wii U GamePad.
  - En el Navegador d'Internet, els usuaris poden guardar el seu nom d'usuari i la contrasenya en iniciar sessió en els llocs web, que es poden eliminar al menú Configuració del Navegador d'Internet.
  - En el Navegador d'Internet, imatges preses de les pantalles de televisió o Wii U GamePad ara es poden pujar a llocs web (com Facebook, Twitter i Tumblr) fent una pausa en un títol de programari amb el botó HOME, i després a partir del navegador d'Internet.
  - El Navegador d'Internet ara pot mostrar arxius PDF disponibles en els llocs web. (Alguns fitxers no es visualitzaran correctament, en funció de la mida i format de l'arxiu PDF. PDFs no es poden guardar.)
  - En el Navegador d'Internet, durant la reproducció d'una pel·lícula o un vídeo, l'usuari pot saltar cap endavant i cap enrere a diferents punts prement els botos L o R al Wii U GamePad. També és possible mantenir el botó R per iniciar la reproducció ràpida.
  - Eines de desenvolupament i canvi d'agent d'usuari estan disponibles per a desenvolupadors de llocs web per al seu ús en el Navegador d'Internet.
  - Una icona de la llista d'amics s'ha afegit al menú de Wii U.
  - Els usuaris poden optar per mostrar el programari de Wii, ja sigui només en el TV o a la televisió i el Wii U GamePad. (Quan es mostra el programari de Wii a la televisió i GamePad, els botons GamePad no es poden utilitzar per controlar el joc. Un Wii Remote o Wii Remote Plus cal per controlar el joc, utilitzant la barra de sensors.)
  - Dolby Pro Logic II Surround Sound suport s'ha afegit per al programari de Wii compatible amb aquesta característica.
  - En la configuració, una opció s'ha afegit sota l'entorn d'Internet que permet als usuaris rebre automàticament els títols de programari enviats per Nintendo.
  - Els usuaris poden seleccionar quin tipus de cable de sortida d'àudio serà utilitzat en el marc de l'ajust del televisor. Encara que la consola Wii U està connectada al televisor amb un cable HDMI, els usuaris ara poden utilitzar una Wii A / V o d'un altre cable de connexió per cable a la sortida d'àudio a través d'altaveus disponibles al mercat, a més de o en lloc del senyal d'àudio HDMI.
  - Els usuaris poden establir l'interval per a realitzar les funcions de repòs en increments d'una hora-quan les funcions de repòs estan habilitades en Configuració avançada.
  - S'han realitzat millores addicionals a l'estabilitat general del sistema i altres ajustos menors per millorar l'experiència de l'usuari.

### Versió 3
- Versió del menú: 3.1.0 (Disponible a partir del 10 de juliol de 2013)
  - Les funcions de repòs ara es connectaran amb regularitat a Internet quan la Wii U s'apaga per comprovar si hi ha dades disponibles SpotPass o programari i actualitzacions del sistema. S'instal·laran les actualitzacions de programari, mentre que la Wii U s'apaga, i les actualitzacions del sistema s'instal·laran la propera vegada que la Wii U s'encengui.
  - S'han realitzat millores addicionals a l'estabilitat general del sistema i altres ajustos menors per millorar l'experiència de l'usuari.
- Versió del menú: 3.0.1 (Disponible a partir del 21 de maig de 2013)
  - Millora de la compatibilitat amb determinat programari.
  - S'han realitzat millores addicionals a l'estabilitat general del sistema i altres ajustos menors per millorar l'experiència de l'usuari.
- Versió del menú: 3.0.0 (Disponible a partir del 25 d'abril de 2013)
  - La funció "Standby Functions" permet que les dades per programari, actualitzacions del sistema i actualitzacions de programari comprats per ser descarregat i instal·lat automàticament, fins i tot després que la consola ha estat desactivada.
  - A Miiverse, ara es pot usar el Wii Remote, el Wii U Pro Controller, i el comandament clàssic.
  - A Miiverse, la pantalla d'entrada de missatges escrits a mà és ara també es visualitzarà a la televisió.
  - A Miiverse, la pantalla d'entrada de missatges escrits a mà ara compta amb un botó de desfer / refer.
  - A Navegador d'Internet, ara es pot usar el Wii Remote i el Wii U Pro Controller.
  - A Navegador d'Internet, ara és possible canviar els motors de cerca quan es realitza una cerca per paraula clau.
  - A Navegador d'Internet, ara és possible per navegar a la pàgina d'inici dels seus favorits.
  - En la compra de programari descarregable a la Nintendo eShop, les actualitzacions disponibles per al programari que es descarregaran a la vegada.
  - A Download Management, ara és possible canviar l'ordre de les descàrregues.
  - A Download Management, el programari descarregable acabat de comprar s'instal·larà automàticament una vegada que completi la descàrrega.
  - Al control parental, la restricció de "Viewing Distributed Videos" s'ha canviat per "Entertainment Excluding Games". Una pantalla que requereix consentiment dels pares serà mostrat abans del primer ús de qualsevol programari no-joc (incloent el programari de vídeo de visió) o un altre servei nou.
  - Qualificacions de la BBFC són ara suportats a les consoles amb el país que figuren al Regne Unit.
  - La classificació COB R18 + ara és compatible amb les consoles amb el país que figuren a Australàsia.
  - Quan aparegui el logotip de Wii U després d'encendre la consola, mantenint pressionat el botó B del Wii U GamePad o Wii Remote s'obrirà el menú de Wii directament. (Si no hi ha cap usuari per defecte ha estat seleccionat a la consola, es mostrarà la pantalla de selecció d'usuari, i l'usuari ha de ser seleccionat.)
  - En la configuració, en Administració de Dades, dos dispositius d'emmagatzematge USB ara es poden connectar a moure o copiar de dades. Es poden moure i / o copiar dades entre la memòria del sistema i un dispositiu d'emmagatzematge USB o entre dos dispositius d'emmagatzematge USB. (Fins a dos dispositius d'emmagatzematge USB es poden connectar en moure, copiar o esborrar dades. En tots els altres casos, només una clau de memòria USB es pot utilitzar al mateix temps.)
  - En Administració de dades, ara es pot moure, copiar o esborrar les dades d'una selecció de títols de programari.
  - L'opció de TV ara inclou l'opció d'ajustar la mida de la pantalla de la pantalla del televisor. Això reemplaça les opcions similars disponibles anteriorment en Miiverse, Nintendo eShop i el Navegador d'Internet, que ara s'han eliminat.
  - L'opció "Auto Power-Down" s'ha reanomenat a "Configuració d'energia", que ara inclou tant la configuració d'apagada automàtica i les noves funcions de repòs compten.
  - S'han realitzat millores addicionals a l'estabilitat general del sistema i altres ajustos menors per millorar l'experiència de l'usuari.
  - Millores en el temps de càrrega del menú de Wii U.

### Versió 2
- Versió del menú: 2.1.3 (Disponible a partir del 4 de març de 2013)
  - S'han realitzat millores addicionals a l'estabilitat general del sistema i altres ajustos menors per millorar l'experiència de l'usuari.
- Versió del menú: 2.1.0 (Disponible a partir del 4 de desembre de 2012)
  - S'han realitzat millores addicionals a l'estabilitat general del sistema i altres ajustos menors per millorar l'experiència de l'usuari.
- Versió del menú: 2.0.0 (Disponible a partir del 18 de novembre de 2012)
  - Afegida retrocompatibilitat amb la Wii.
  - Afegida la possibilitat de vincular i crear un Nintendo Network ID.
  - Afegit Miiverse.
  - Afegit Nintendo eShop.
  - Afegit el Navegador d'Internet.
  - Afegida la Friend List.
  - Afegit Wii U Chat.
  - Afegit Notifications.
  - Afegit Download Management,
  - Afegit Wii System Transfer.
  - Afegida funció d'actualització de programari.
  - Afegides característiques del dispositiu d'emmagatzematge USB.

### Versió 1
- Versió del menú: 1.0.1/1.0.2/1.0.3 (Disponible a partir del 18 de novembre de 2012)
  - Aquesta és la versió del programari del sistema instal·lada per defecte en cada Wii U en el llançament.